# Черник (Закарпатская область)
Черник (укр. Черник) — село в Свалявской городской общине Мукачевского района Закарпатской области Украины.
Население по переписи 2001 года составляло 564 человека. Почтовый индекс — 89331. Телефонный код — 3133. Занимает площадь 0,517 км². Код КОАТУУ — 2124085802.